# Jeppe Tranholm-Mikkelsen

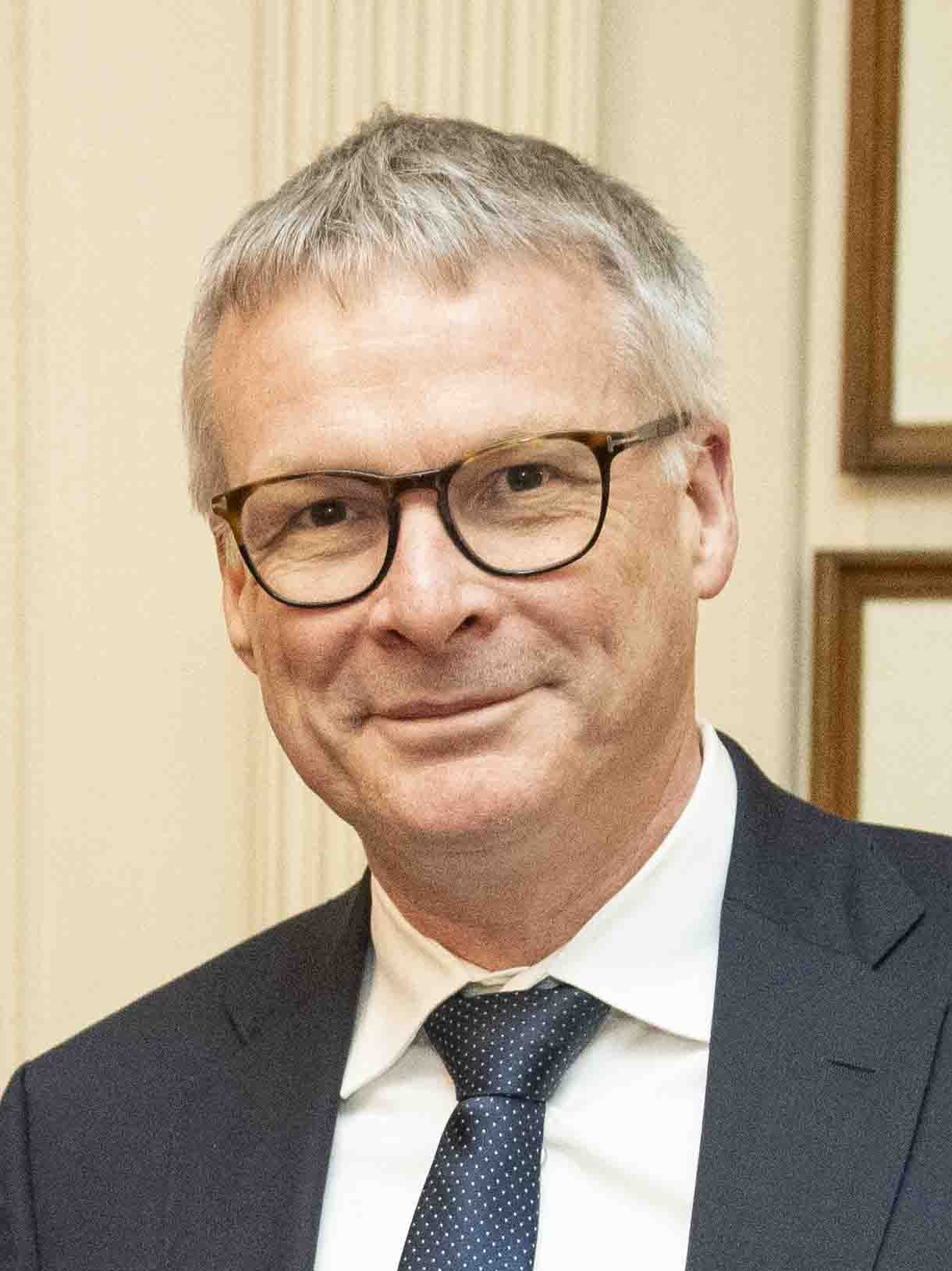
Jeppe Tranholm-Mikkelsen (2024)

Jeppe Tranholm-Mikkelsen (* 30. Oktober 1962 in Aden, Kolonie Aden, heute Jemen) ist ein dänischer Diplomat  und war von Juli 2015 bis April 2022 Generalsekretär des Rates der Europäischen Union.

## Biografie
Jeppe Tranholm-Mikkelsen wuchs als Sohn eines lutherischer Missionars und einer Lehrerin auf. Nach dem Ausbruch des Bürgerkriegs in Nordjemen kehrte die Familie nach Dänemark zurück. Er besuchte eine protestantische Schule und studierte an der London School of Economics mit einem Abschluss als Master of Science in internationalen Beziehungen 1990. Zudem erhielt er an der Universität Aarhus 1992 einen Master of Science in Politikwissenschaften.
Tranholm-Mikkelsen begann seine berufliche Laufbahn 1992 im dänischen Staatsdienst, wo er im Außenministerium und im Büro des Premierministers arbeitete. Später trat er in die dänische Vertretung bei der Europäischen Union ein und wurde 2003 mit dem Titel eines Botschafters stellvertretender Ständiger Vertreter bei der EU. Er wechselte 2007 als Botschafter nach China und  wurde 2010 zum dänischen Ständigen Vertreter bei der EU ernannt. 
Der Rat der Europäischen Union ernannte ihn 2015 zum Generalsekretär des Rates der Europäischen Union und verlängerte 2020 seine Amtszeit bis zum 30. Juni 2025. Ende März 2022 kündigte er jedoch, um ab Mai 2022 Staatssekretär im dänischen Außenministerium zu werden.